# 1677
1677 (MDCLXXVII) fue un año común comenzado en viernes, según el calendario gregoriano.

## Acontecimientos
- 4 de noviembre: en Japón se registra un terremoto de 8,6 y un tsunami que dejan más de 500 muertos.
- Canonización de Fernando III de Castilla y León "El Santo"
- Anton van Leeuwenhoek descubre los espermatozoides, observándolos en un Microscopio
- Se deroga la impotencia sexual como causa de divorcio en la ley real francesa.
- Se descubre el primer fósil de dinosaurio, un fémur, el cual fue confundido con un "resto petrificado de elefante o de gigante humano"

## Nacimientos
- 4 de febrero: Johann Ludwig Bach, organista y compositor alemán (f. 1731)
- 8 de febrero: Jacques Cassini, astrónomo francés
- Li Ching Yuen, el hombre más viejo de la historia (f. 1933) (disputado)
- 28 de agosto: Sofía Eduviges de Dinamarca, princesa danesa (f. 1735)

## Fallecimientos
- 21 de febrero: Baruch de Spinoza, filósofo neerlandés (n. 1632)
- 4 de mayo: Isaac Barrow, matemático inglés (n. 1630)
- 11 de noviembre: Barbara Strozzi, cantante y compositora italiana (n. 1619)
- John Washington, soldado y bisabuelo de George Washington (n. 1631 o 1633)